# Tartarugalzinho
Tartarugalzinho är en kommun i Brasilien.   Den ligger i delstaten Amapá, i den norra delen av landet, 1 900 km norr om huvudstaden Brasília. Antalet invånare är 12 435.
I omgivningarna runt Tartarugalzinho växer i huvudsak städsegrön lövskog. Trakten runt Tartarugalzinho är nära nog obefolkad, med mindre än två invånare per kvadratkilometer.